# Grytsje Schaaf
Grytsje Schaaf (Leeuwarden, 1979) is een Friese dichter.
Schaaf is geboren te Leeuwarden en opgegroeid in Berlikum. Ze heeft in Delft architectuur gestudeerd. Sinds 2007 vormt ze samen met Johannes Keekstra de redactie van het Friese jongerentijdschrift Styl.
Schaaf publiceert in de tijdschriften Doar en de Moanne en heeft meegewerkt aan het literair circuit 2003, een reizende voorstelling van uit eigen werk voordragende schrijvers en dichters. Ze leest regelmatig voor op literaire avonden. Haar werk verscheen het afgelopen jaar in de bloemlezingen Poëtisch Leeuwarden en de tweetalige uitgave Flessepost. Daarnaast schrijft ze regelmatig boekrecensies.  Haar debuutbundel zal begin 2008 verschijnen bij de Friese Pers Boekerij.
- Digitale Bibliotheek voor de Nederlandse Letteren: scha266
- International Standard Name Identifier: 0000 0000 4392 9750
- Library of Congress Control Number: nb2008017811
- Nederlandse Thesaurus van Auteursnamen: 26716646X
- Virtual International Authority File: 46294615
- WorldCat: E39PBJjXmmtBT644dfYpJFB9Dq